# Kunststof

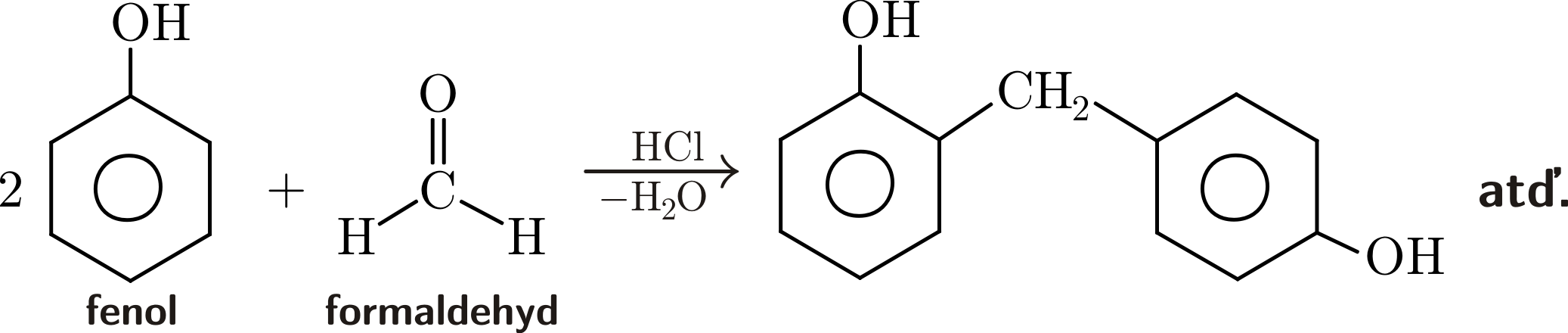
Een schematische afbeelding van bakeliet, een van de eerste massaal toegepaste kunststoffen

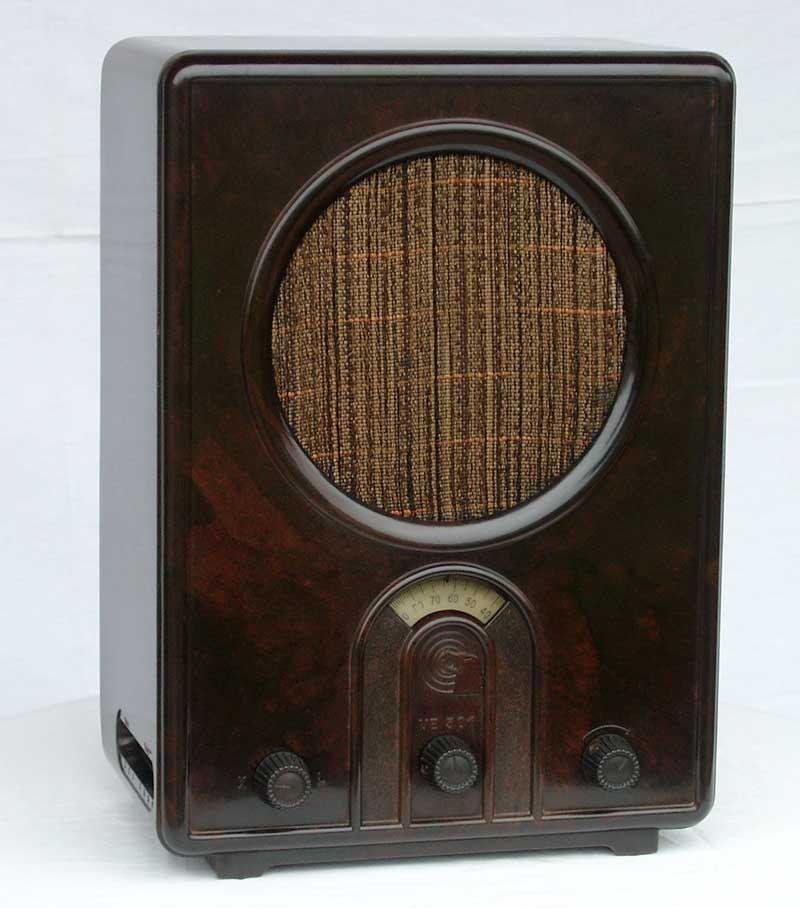
Een radio uitgevoerd in bakeliet

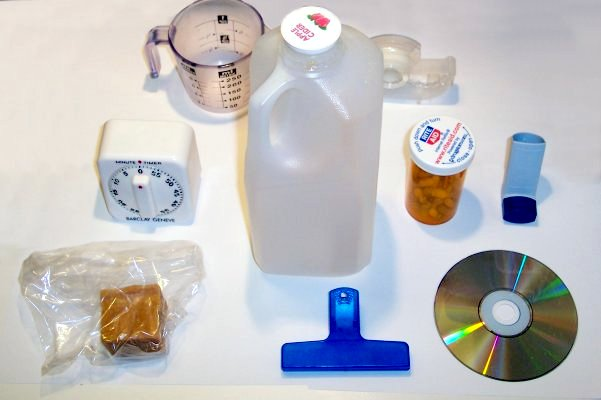
Een willekeurig voorbeeld van in een huishouden toegepaste kunststoffen

Kunststof is materiaal dat is opgebouwd uit zeer grote, kunstmatig gevormde organische moleculen of polymeren. De polymeren worden - in de chemische industrie - gemaakt vanuit natuurlijke grondstoffen, via chemische synthese, een chemische reactie die een nieuwe, niet natuurlijke synthetische stof oplevert. De grondstoffen van de 'plastic-chemie' zijn koolwaterstoffen, afkomstig uit de aardolieraffinage. Deze grondstoffen gaan tijdens de chemische synthese covalente of ionaire bindingen aan, en vormen zo amorfe of kristallijne stoffen.
Men onderscheidt drie soorten kunststoffen:
- thermoplasten of plastic:

synthetische polymeren, gevormd uit lineair geschakelde monomeren; 92% van alle geproduceerde kunststoffen zijn thermoplasten. Het betreft materialen die door blootstelling aan druk en/of warmte vloeibaar worden gemaakt en vervolgens in een matrijs worden geperst. Thermoplasten kunnen meerdere malen gerecycled worden.
- thermoharders
- elastomeren

De twee laatstgenoemde soorten kunnen slechts eenmalig tot product worden verwerkt. Opnieuw verhitten leidt tot ontbinding.

## Voorbeelden

### Kunstmatige polymeren
- aramide
- bakeliet
- polyamide (PA, nylon)
- polyetheen (PE)
- hoge / lage dichtheid polyetheen (HDPE / LDPE)
- polyethyleentereftalaat (pet, polyester)
- polyethyleentereftalaatglycol (PETG)
- polyisocyanuraat (PIR)
- polymethylmethacrylaat (PMMA, plexiglas, Limacryl of perspex)
- polypropeen (PP)
- polystyreen (PS)
- polyurethaan (PU, pur, TPU)
- polyvinylchloride (pvc)
- polytetrafluoretheen (PTFE of teflon)
- polycarbonaat (PC, Lexan)
- polyoxymethyleen (POM)
- acrylonitrilbutadieenstyreen (ABS)
- acrylonitrilstyreenacrylaat (ASA)

## Toepassing
Kunststoffen hebben een breed toepassingsgebied. Waar voordien gebruikgemaakt werd van hout (tuinmeubelen), stenen (tegels), leer (kleding) , metaal (verpakkingsdozen), glas (flessen), wordt nu kunststof toegepast. Kunststoffen zoals epoxy worden toegepast voor vloerafwerking, pvc in onder meer kozijnen en andere bouwmaterialen.

## Productie

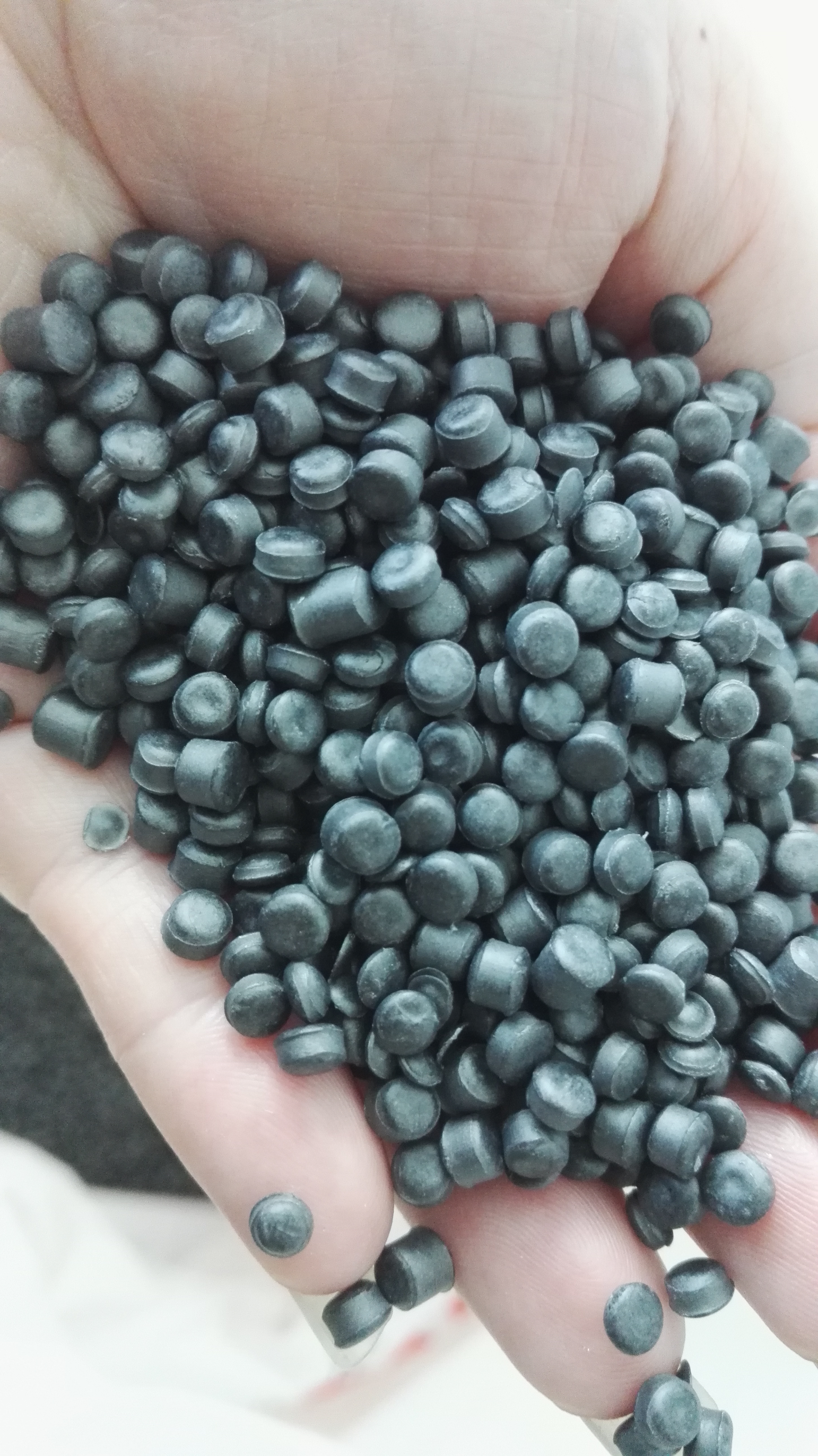
Kunststof pellets

### Productiemethoden
Thermoplasten kennen veel toepassingen bijvoorbeeld in verpakkingen en gebruiksproducten. Wanneer deze worden verhit zijn ze gemakkelijk in een gewenste vorm te brengen, bijvoorbeeld:
- blaasvormen voor het maken van verpakkingen, zoals de halfdoorzichtige containertjes voor melk of sap uit de supermarkt,
- spuitgieten, zoals in ijsbakjes,
- extrusie, zoals in buizen en profielen,
- vacuümvormen, zoals in bloempotten en koffiebekers, en
- rotatiegieten, bijvoorbeeld voor een glijbaan.

### Composieten en additieven
Kunststoffen kunnen met een vulstof van andere materialen worden versterkt, waardoor de materiaaleigenschappen verbeteren. Voorbeelden hiervan zijn composieten op basis van een kunststofmatrix, met als vulstof een glasvezel of kunststofvezels, zoals kevlar, twaron en dyneema. De vulstof kan ook een kleiner formaat hebben, dit zijn additieven. Voorbeelden hiervan zijn pigmenten en weekmakers.

### Primaire en secundaire kunststoffen
Men maakt onderscheid in de productie tussen primaire en secundaire kunststoffen (en dus een primaire en secundaire productiecyclus):
- Primaire kunststoffen, ook wel virgin plastics genoemd, zijn de kunststoffen die direct als grondstoffen vanuit de chemische industrie afkomstig zijn. Ze zijn hierdoor van de hoogste kwaliteit, eventueel met verwaarloosbare verontreinigingen.
- Secundaire kunststoffen of gerecyclede kunststoffen, zijn de kunststoffen die direct vanuit de recycling-industrie afkomstig zijn. Ze zijn hierdoor meestal van lagere kwaliteit, met vaak significante verontreinigingen, die de materiaaleigenschappen beïnvloeden.

Een voorbeeld van een vaak gebruikte secundaire kunststof is pet, het materiaal voor petflessen. In Nederland worden petflessen apart ingezameld, waardoor deze een eigen recycle cyclus hebben, en vrij gemakkelijk  kunnen worden versmolten tot kleine,  secundaire kunststof pellets. Deze pellets kunnen weer worden gebruikt voor de productie van nieuwe flessen.
Pvc kozijnen worden na gebruik gerecycled, waarna de secundaire kunststof pellets worden gebruikt voor de productie van kunststof grond- en waterkeringen, zoals beschoeiingen en damwanden.

## Omvang van vraag, productie en gebruik
Na de Tweede Wereldoorlog werd kunststof steeds meer gebruikt. De mondiale vraag naar kunststof neemt sterk toe. Omdat het aanbod voor slechts een zeer gering deel bestaat uit goed bruikbare, en betaalbare, gerecyclede kunststoffen of alternatieven als bioplastic, stijgt de productie van nieuwe kunststoffen  gemaakt op basis van aardolie snel. In 2017 werd 348 miljoen ton kunststof geproduceerd. Naar verwachting stijgt het gebruik van primaire kunststoffen sterk door, naar circa 1,1 Gton in 2050.

## Milieu

### Productie en milieu
Omdat kunststoffen worden geproduceerd uit aardolie, komen bij de productie ervan veel broeikasgassen vrij. Volgens de in 2022 gepubliceerde Global Plastics Outlook betreft dit 3,4 procent van de wereldwijde emissies van broeikasgassen.

### Kunststoffen als afval en milieuverontreiniging
Een groot deel van de kunststoffen is, anno 20e en begin 21e eeuw, bestemd voor eenmalig gebruik. De omgang met afgedankt kunststof  vormt een probleem. Deels wordt kunststofafval verwerkt door storten op stortplaatsen, door verbranden, of via recycling.
Een ander deel van het kunststof komt in het milieu terecht als zwerfafval. De grootschalige vervuiling in de oceanen heeft de naam 'plasticsoep' gekregen. Wereldwijd komt jaarlijks acht miljoen ton kunststof in zee terecht, vooral via de rivieren. Uit kunststof zwerfafval komen, onder invloed van zonlicht  broeikasgassen vrij. Kunststoffen vallen in het milieu na lange tijd uiteen tot steeds kleinere stukjes, maar verdwijnen niet. Dit leidt tot de verspreiding van microplastics in lucht, water en op land.
Uit een in 2017 gepubliceerde studie blijkt dat van al het kunststofafval dat sinds 1950 ontstond, slechts 9 procent werd gerecycled, 12 procent werd verbrand, en 79 procent terecht kwam op stortplaatsen of in het milieu. De in 2022 gepubliceerde Global Plastics Outlook bevestigde het recyclepercentage van 9 procent.

### Kunststof als grondstof: recycling en downcycling
Kunststofrecycling zelf is het omzetten van gebruikt kunststof in nieuwe producten met mechanische of chemische middelen. Het is nuttig om kunststoffen te recyclen voor de productie van secundaire kunststoffen. Dit gebeurt om diverse redenen nog lang niet zoveel als gewenst. Bovendien heeft gerecycled kunststof meestal een beperkte kwaliteit.
In de eerste plaats komt lang niet al het kunststofafval bij afvalverwerkingsbedrijven terecht. Daarnaast is slechts een deel van het ingezamelde kunststof herbruikbaar. Ingezameld kunststof is een mengelmoes van verschillende soorten kunststof, die niet altijd goed te scheiden zijn. Bovendien laten kunststoffen zich vaak niet of lastig recyclen in een hoogwaardige, secundaire kunststof, omdat ze ofwel uit meerdere lagen bestaan, of vanwege hun chemische samenstelling en materiaaleigenschappen - zoals bij pvc, polystyreen, elastomeren, thermoharders - ofwel vanwege tijdens het productieproces toegevoegde additieven als pigmenten, weekmakers of vulstoffen, of omdat ze gemaakt zijn van zeldzame typen kunststof. Hierdoor kan er bij de recycling alleen een materiaal van lage kwaliteit van worden gemaakt. In de praktijk wordt veel van het gerecyclede kunststof dan ook gedowncycled. Het wordt gebruikt voor bloempotten, bermpaaltjes, jerrycans en tuinstoelen.
Mechanische recycling houdt in dat het plastic afval versnipperd en gesmolten wordt om er pellets van te maken. Deze korrels worden vervolgens gebruikt als grondstof om nieuwe producten te maken. De kwaliteit van plastic gaat achteruit tijdens het recyclen, dus een stuk plastic kan maar een beperkt aantal keren mechanisch gerecycled worden voordat het niet meer bruikbaar is als grondstof .
Omdat gerecycled kunststof van beperkte kwaliteit is en relatief duur, is de vraag ernaar beperkt, en wordt nieuw kunststof voor het overgrote deel uit aardolie geproduceerd. Van de 2000 Gg kunststoffen die jaarlijks in Nederland worden geconsumeerd, is nog slechts circa 280 Gg afkomstig uit recycling, terwijl 1700 Gg bestaat uit nieuwe fossiele kunststoffen.
Er wordt gewerkt aan betere methoden voor recycling, waaronder betere methoden om verschillende soorten kunststoffen te scheiden. Chemische recycling is een aanvulling op mechanische recycling, de conventionele manier van het recyclen van kunststoffen. Chemische recycling omvat een reeks technologieën, zoals pyrolyse, vergassing, hydrokraken en depolymerisatie, die de chemische structuur van kunststofafval veranderen. De lange koolwaterstofketens waaruit kunststoffen bestaan, worden met chemische, thermische of katalytische (chemisch/thermische) methoden opgesplitst in kortere koolwaterstoffracties of monomeren.  Plastic folies met meerdere lagen of bepaalde verontreinigingen kunnen bijvoorbeeld meestal niet mechanisch gerecycled worden, maar wel chemisch.

### Beleidsmaatregelen
Overheden op verschillende niveaus hebben beleid opgesteld om het gebruik van kunststoffen selectief in te perken, om het gebruik van alternatieven zoals bioplastic te bevorderen, om recycling van kunststof te stimuleren, en om de verspreiding van kunststof in het milieu tegen te gaan.
Zo is het vanaf 1 januari 2016 niet meer toegestaan om kunststof tassen gratis aan de klant mee te geven. Er dient een vergoeding voor te worden gevraagd. De lidstaten van de Europese Unie zijn verplicht om maatregelen te nemen om het verbruik van kunststof tassen te verminderen. Nederland heeft gekozen voor een brede aanpak voor draagtassen, die zich richt op preventie, hergebruik en op de juiste manier van afdanken van draagtassen. Het verbod op gratis kunststof draagtassen is een onderdeel van deze aanpak, om zwerfvuil tegen te gaan en verspilling van grondstoffen te voorkomen. Winkeliers mogen wel papieren, stoffen en jute tassen gratis meegeven.
De Europese Unie gaat plastic producten die eenmalig worden gebruikt en waar betaalbare alternatieven voor bestaan verbieden: richtlijn 2019/904 van 5 juni 2019 betreffende de vermindering van de effecten van bepaalde kunststofproducten op het milieu.
Op de VN-milieutop van 2 maart 2022 in Kenia werd een internationaal akkoord gesloten om tegen 2024 een bindend verdrag te sluiten om de plasticvervuiling terug te dringen. De VN omschreven het akkoord als de belangrijkste ‘groene deal’ sinds het klimaatakkoord van Parijs uit 2015.

### Alternatieven
Sommige producten kunnen worden gemaakt van biodegradeerbare kunststoffen, deze zijn biologisch afbreekbaar. Een andere ontwikkeling is die van bioplastics. Dit zijn kunststoffen die worden gemaakt van plantaardige biomassa. Deze kunststoffen zijn echter niet biologisch afbreekbaar.
Producten, zoals creditcards en broodzakken, kunnen worden vervaardigd uit bijvoorbeeld aardappelzetmeel.
Kunststof materialen worden gebruikt als goedkopere kopie of variant van een bepaald product. Alternatieven voor plastic producten zijn dan het originele product, zoals bijvoorbeeld gras in plaats van kunstgras, papieren patatzakken in plaats van plastic patatbakjes, of houten speelgoed in plaats van kunststof speelgoed.